# Adrienne Ellis
Adrienne Ellis (Estados Unidos,1941)  fue una actriz estadounidense de origen canadiense, madre de actriz Laurie Holden.
Casada con actor Glen Corbett y se divorciaron en 1975. Fruto de esa unión nacieron dos hijos, Laurie Holden (1972) y Christopher Holden (1974).
Su segundo marido es director  Michael Anderson.
Adrienne Ellis desempeñó papeles en serial televisivo como Dan Raven (1960), The Virginian (1965) y Morning Star (1965-1966).

## Filmografía seleccionada
- Dan Raven (TV) (1960)
- The Detectives Starring Robert Taylor (TV) (1961)
- The Donna Reed Show! (TV) (1961)
- The Gertrude Berg Show (TV) (1961)
- Straightaway (TV) (1962)
- The New Interns (1964)
- Suspicion (TV) (1965)
- The Virginian (TV) (1965)
- Perry Mason (TV) (1965)
- Morning Star (TV) (1965-1966)
- The Accident (1983)
- Rugged Gold (TV) (1994)
- The Next Gift (2008)
- Breaking Wind (2011)
- Major Crimes (TV) (2013)